# Se está complicando
Se está complicando es el nombre del primer álbum de la banda uruguaya de rock y ska Cuatro Pesos de Propina. El álbum fue distribuido independientemente, sin la participación de un sello discográfico. El álbum fue lanzado en 2007, con Pablo Viñas el primero en el teclado y el acordeón, el cual se iría posteriormente de la banda y no participaría en la grabación del siguiente disco.

## Listado de temas
| N.º      | Título                     | Duración |  |
| 1.       | «Pirata»                   | 4:37     |  |
| 2.       | «La planta»                | 4:21     |  |
| 3.       | «Solari»                   | 3:59     |  |
| 4.       | «Que no te pierda»         | 3:59     |  |
| 5.       | «La naturaleza»            | 3:59     |  |
| 6.       | «La balacera»              | 3:41     |  |
| 7.       | «Sacamelá (basta)»         | 3:46     |  |
| 8.       | «Vente pa'quí»             | 5:10     |  |
| 9.       | «Glu glu»                  | 4:19     |  |
| 10.      | «No habrá forma del dolor» | 3:29     |  |
| 11.      | «La ventana y María»       | 3:51     |  |
| 12.      | «La máquina II»            | 3:13     |  |
| 13.      | «Latino»                   | 3:34     |  |
| 14.      | «Tocata mañanera»          | 3:38     |  |
| 15.      | «Murga Solari»             | 0:20     |  |
| 16.      | «Más allá»                 | 6:04     |  |
| 17.      | «Más...»                   | 2:07     |  |
| 01:04:07 |                            |          |  |